# جونغ جويشهينغ
جونغ جويشهينغ (بالصينية: 董学升) (22 مايو 1989 بداليان في الصين - ) هو لاعب كرة قدم صيني في مركز الهجوم. شارك مع منتخب الصين تحت 23 سنة لكرة القدم ومنتخب الصين لكرة القدم. أما مع النوادي، فقد لعب مع داليان ييفانغ وشانغهاي غرينلاند شينهوا وغوانغجو إفرغراند تاوباو وهيبي شينا فورشن ونادي شنجن.

## روابط خارجية
- جونغ جويشهينغ على موقع قاعدة بيانات كرة القدم.إي يو (الإنجليزية)
- جونغ جويشهينغ على موقع ناشيونال فوتبول تيمز (الإنجليزية)
- جونغ جويشهينغ على موقع Soccerway.com (الإنجليزية)